# Ариэтти из страны лилипутов
«Ариэтти из страны лилипутов» (яп. 借りぐらしのアリエッティ Каригураси но Ариэтти, «Берущая понемножку Ариэтти») — полнометражный аниме-фильм, выпущенный студией Ghibli в 2010 году. Снят по роману Мэри Нортон «Добывайки» (англ. The Borrowers), автор сценария — Хаяо Миядзаки, режиссёр — Хиромаса Ёнэбаяси. Музыку к фильму написала Сесиль Корбел. Бюджет фильма составил 23 млн долларов, кассовые сборы — более 180 млн. Лицензиатом аниме в России стала компания «Премиум Фильм», в США — Walt Disney.
Продюсерами американской англоязычной версии фильма выступили Кэтлин Кеннеди и Фрэнк Маршалл.

## Сюжет
История рассказывает о маленьких людях, именующих себя «добывайками». Они живут рядом с людьми и пользуются человеческими вещами по мере необходимости. Их существование хранится в секрете, поскольку попасть на глаза людям означает для них серьёзные проблемы. Одну из таких маленьких людей — юную Ариэтти — замечает 12-летний Сё, страдающий болезнью сердца.
История начинается с приезда Сё в особняк. Машина, на которой привезли мальчика, не может проехать, потому что дорогу преграждает автомобиль служанки. Пока тётя ходит за служанкой, Сё обращает внимание на кошку, которая охотится на кого-то в траве. Кошку отгоняет ворон, и добычей оказывается крохотных размеров девочка. Рассмотреть её внимательно мальчик не успевает, но всё же понимает, что именно он видел.
Девочка возвращается в свой маленький дом, расположенный в подвале дома, где будет жить Сё. Ариэтти живёт с родителями: очень эмоциональной мамой и невозмутимым отцом, обеспечивающим семью всем необходимым. В этот вечер Ариэтти должна впервые совершить с отцом вылазку и стать настоящей «добывайкой».
Ариэтти познакомилась и подружилась с Сё, несмотря на запрет родителей. Но их тайна всё же была раскрыта любопытной служанкой Хару, и маленьким добывайкам предстоит переехать на новое место.
В финале фильма Ариэтти прощается с Сё и уплывает вместе с семьёй и другом семьи — Спиллером — в поисках нового места.
В этом фильме, как и во многих других от студии Гибли, скрыто множество отсылок к другим работам. Так, по пути следования к реке семья встречает одного тануки, другого сказочного персонажа из фильма «Война тануки в периоды Хэйсэй и Помпоко».

## Озвучивание
- Ариэтти — Мирай Сида
- Сё — Рюносукэ Камики
- Хомили — Синобу Отакэ
- Садако Маки — Кэико Такэсита
- Спиллер — Тацуя Фудзивара
- Под — Томокадзу Миура
- Хару — Кирин Кики[2]

## Награды и номинации
- 2011 — премия Японской академии за «Лучший анимационный фильм года»[3]